# 北島町立北島南小学校
北島町立北島南小学校（きたじまちょうりつ きたじまみなみしょうがっこう）は、徳島県板野郡北島町江尻字宮ノ本にある公立小学校。

## 沿革
- 1873年 - 鯛浜小学校を正通寺に開設[1]。
- 1886年 - 鯛浜小学校、高房小学校、北村各小学校を廃し、中村尋常小学校に統合。
- 1888年 - 鯛浜尋常小学校を設立。
- 1902年 - 北島南尋常小学校と改称。
- 1924年 - 北島村立北島南尋常小学校と改称。
- 1941年 - 板野郡北島町北島南国民学校と改称。
- 1947年 - 現在の校名に改称。
- 1954年5月 - 校歌制定。（作詞：丸山嘉信、作曲：近藤良三）

## 出身者
- 宮崎竜成（野球選手）